# Programa de Tolomei
Programa de Tolomei és el nom que rep el programa fet públic per Ettore Tolomei al teatre cívic de Bozen el 15 de juliol de 1923 on proposa l'assimilació i italianització de la població germanòfona del Tirol del Sud, aleshores el 90% dels habitants. Fou adoptat amb vot unànime i entusiasta pel Gran Consell del Feixisme.
Començava per prohibir l'ús del topònim Tirol per a designar la zona, substituït per Alt Adige. La toponímia local, en alemany, fou substituïda per un promptuari de noms locals de l'Alto Adige, l'autor de la qual fou Tolomei. S'hi afegí endemés la proposta d'italianitzar els cognoms alemanys, així com la retirada del monument de Walther von der Vogelweide a Bozen o la transformació dels museus a Bozen. Tota la premsa local fou suprimida i italianitzada, llevat el diari d'inspiració feixista Alpenzeitung. Per tal de suprimir el control de l'economia als germanòfons, els bancs locals foren clausurats i confiscats, i es va impulsar l'arribada de colons italians, tot i la manca de terres per a repartir.
L'administració pública restà en mans d'italians. Tolomei proposà l'acomiadament de funcionaris germanòfons i la seva substitució per italians, així com els ‘’podestà’’ feixistes i els secretaris comunals. Per tal d'impulsar-ho, Trento i Bozen s'havien de convertir en província única, cosa que al final no es va fer.
Tolomei també va proposar un control policial més fort, amb un fort contingent de carabinieri i un augment de la presència de l'exèrcit. Entre 1923 i 1924 l'italià es va imposar com a llengua única a l'escola, cosa que provocà l'aparició de les Katakombenschule.